# Cardiopteridaceae
Cardiopteridaceae es el nombre de una familia de plantas de flores que estaba incluida en el orden Celastrales y que el sistema APG II la incluye en el orden Aquifoliales. Consta de 7 géneros, nativos de las regiones subtropicales del sudeste de Asia y Australia y zonas templadas del sur de Chile. 

## Descripción
Son plantas herbáceas con hojas alternas, pecioladas y simples. Las flores son hermafroditas agrupadas en inflorescencias en cimas axilares. Los frutos son samaras. 

## Géneros
- Cardiopteris
- Citronella
- Dendrobangia
- Gonocaryum
- Leptaulus
- Pseudobotrys

## Sinónimos
- Cardiopterideae, Cardiopterigaceae, Peripterygium, Peripterygiaceae